# Дренажний комплекс
Дрена́жний ко́мплекс, або дрена́жна систе́ма (рос. дренажный комплекс, англ. drainage complex, нім. Entwässerungskomplex m) — сукупність споруд (штреки, свердловини, колодязі, шурфи, канави тощо) і устаткування, призначених для відводу підземних і поверхневих вод.
За способами спорудження розрізняють дренажні комплекси поверхневі (поверхневе водовідведення), підземні, комбіновані. За строками спорудження — випереджальні, паралельні та суміщені. За строками служби — стабільні та змінні (ковзні). За схемами розташування в плані — кущові, лінійні, контурні, сітчасті. За схемами розташування у розрізі — одно- і багатогоризонтні, колекторні та безколекторні.
Нормативно, дренажна система визначається як інженерна система для збору і відведення поверхневого та підземного стоку, що забезпечує зниження рівня ґрунтових вод.
Застосування дренажів – це радикальний метод зниження рівня ґрунтових вод у тих випадках, коли підтоплення території вже відбулося або передбачається з великою ймовірністю. У містах України побудовані дренажі різноманітних конструкцій для захисту як великих територій, так і окремих будинків у зоні підтоплення. Характеристики різних типів дренажів і умови їхнього застосування наведені в табл.
Характеристики дренажних систем

У залежності від гідрогеологічних, геоморфологічних, гідрологічних та інженерно-геологічних умов застосування різних типів дренажів або й їх сукупності дозволяє запобігти підтопленню будівель і споруд. Особливо це стосується житлових та промислових територій з високим сезоним рівнем грунтових вод.